# Ignazio Maria Etxaide Lizasoain

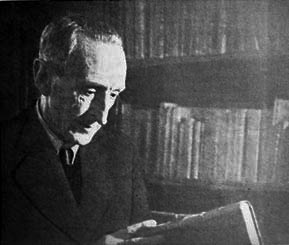
Ignazio Maria Etxaide Lizasoain (1968)

Ignazio Maria Etxaide Lizasoain (* 1. Dezember 1884 in San Sebastián, Spanien; † 14. November 1962) war ein Ingenieur, Schriftsteller und Philologe der baskischen Sprache.

## Leben und berufliche Laufbahn
Dadurch, dass seine Familie keinen festen Wohnsitz hatte, sondern zwischen San Sebastián und Vergara pendelte, lernte er eigenständig und erwarb 1900 in Valladolid seinen Abiturabschluss. Anschließend besuchte er die Schule für Ingenieurwesen von Bilbao (Escuela de Ingenieros Industriales de Bilbao) und erhielt im Oktober 1906 seinen Abschluss. Im darauffolgenden Jahr trat er in die Regierung der Provinz Gipuzkoa ein. Anfangs noch verantwortlich für den Service der Catastro Industrial, wurde ihm im Jahr 1908 der Aufgabenbereich des örtlichen Telefonnetzes zugeteilt. Diese Aufgabe wurde seine große Leidenschaft und mündete letztendlich in die Gründung des örtlichen Telekommunikationsunternehmens Red Telefónica Provincial.
Ab dem 9. März 1909 bekleidete er den Posten des Ingenieurs der Provinz, die neben verschiedenen Funktionen auch die Leitung der Red Telefónica Provincial beinhaltete. Unter seiner Führung erreichte diese Dienstleistung auch die entlegensten Orte der Provinz. Des Weiteren führte er im Jahr 1926 das erste automatische telefonische Netz Spaniens ein, welches sehr erfolgreich die Hauptstadt und ihre Umgebung versorgte. Etxaide hinterließ eine bemerkenswerte technische Bibliographie, sowie zahlreiche Artikel in Zeitschriften wie „Byna“, „Metalurgia y Electricidad“ und andere, dabei immer auf Klarheit und Verständlichkeit bedacht. Am 30. September 1926 erhielt er die silberne Medaille der Arbeit (sp. Medalla de Plata del Trabajo). Er war weiterhin für die Telefonía Provincial zuständig, bis diese am 9. Mai 1949 von der Compañía Telefónica Nacional de España (heute Telefónica) übernommen wurde.
Seine zweite Leidenschaft war das Studium der baskischen Sprache (Euskara). Obwohl es nicht seine Muttersprache war, fing er bereits in jungen Jahren, mit geringen Kenntnissen, mit dem Studium und der Analyse dieser Sprache an. Als Linguist schrieb er einige Abhandlungen über Grammatik und Syntax sowie zahlreiche Artikel. Außerdem beteiligte er sich an Zeitschriften wie „Euskal-Esnalea“, „Euskera“ und dem Flugblatt der „Real Sociedad Vascongada de Amigos del País“. Von 1951 bis zu seinem Tod war er der zweite Präsident der Königlichen Akademie der Baskischen Sprache (Euskaltzaindia). Aufgrund seiner beruflichen Aktivität waren insbesondere seine schriftlichen Beiträge hinsichtlich der technischen Bereiche der Telephonie (u. a. legislative und historische Aspekte, technische Betreibung seiner Funktionsweise, Nutzung des Netzwerks etc.) von Bedeutung.
Etxaide war überzeugter Katholik, weshalb er sich aktiv an propagandistischen Aktionen der Kirche beteiligte. Er war Mitgründer der Legión Católica Española (1928), des Centro de Actuación y Propaganda Católica (1932) und der Editorial Católica de Guipúzcoa (1932). Außerdem schrieb er zahlreiche Artikel in katholischen und integralistischen Zeitungen wie „La Cruz“, (von der er auch Mitgründer war), „El Integrista“, „La Constancia“ und „Cruz y Verdad“.
Insgesamt veröffentlichte er 33 technische Handbücher und mehrere hundert Artikel zu Themen der Telefonie, des Baskischen, der Politik und der Religion. Dank seiner Arbeit im Bereich der Telekommunikation und seinem Studium der baskischen Sprache gewährte ihm das Bildungsministerium, auf Initiative der Provinzregierung von Gipuzkoa, den Beitritt in den Orden Alfons X. des Weisen.

## Werke
- Subfijación, prefijación y composición en el idioma euskaro (1911)
- Tratado de sintaxis en el idioma euskaro (1912)
- Apuntes de Telefonía (1921)
- El verbo vascongado (1923)
- Descripción histórica y estadística (1923)
- Comunicaciones de Guipúzcoa (1924)
- Medidas eléctricas y mecanismos. Descripción de aparatos e instrucciones de uso (1924)
- Apuntes sobre telefonía (1925)
- La telefonía automática en Guipúzcoa al alcance de todos (1925)
- La corriente telefónica: Estudio matemático de los problemas relativos a la transmisión telefónica precedida de una entrada sobre la corriente alterna (1927)
- El sistema Ericsson de telefonía automática (1928)
- Telefonearen sortze ta aurrerapena (1929)
- Resumen descriptivo, histórico y estadístico acerca de la Red Telefónica de Guipúzcoa (1929)
- Medidas de equivalente y nivel de transmisión: descripción de un aparato construido por la Société d´Etudes pour Liaisons Telephoniques & Telegraphiques" instaldo en el laboratorio de la red (1929)
- Tratado de subfijación, prefijación y composición en el idioma euskaro (1931)
- Sobre el origen y parentesco del pueblo euskaro y su idioma (1935)
- Lecciones sobre telefonía automática (1942)
- Desarrollo de las conjugaciones euskaras. Perifrásticas y sintéticas, respetuosas y familiares (1944)